# Championnats d'Asie de judo 2011
Navigation
Édition précédente Édition suivante
Les championnats d'Asie de judo 2011, vingt-deuxième édition des championnats d'Asie de judo, ont eu lieu du 5 au 7 avril 2011 à Abou Dabi, aux Émirats arabes unis.